# Янь (царство)
Янь (кит. упр. 燕, пиньинь Yān) — удельное княжество в древнем Китае, существовавшее в эпоху Восточного Чжоу, в периоды Чуньцю и Чжаньго. Столица Янь находилась в городе Цзи (кит. 薊) на территории современного Пекина. Царство занимало территорию примерно современной провинции Хэбэй и далее к северо-востоку, включая Ляодунский полуостров. 
Янь было меньше и слабее других из числа «семи сильнейших», однако оно имело большое стратегическое и политическое значение. Отсюда шли важные пути в Южную Маньчжурию и Северную Корею. Связи как торговые, так и политические между населением северо-восточной части древнего Китая и племенами, населявшими территорию Маньчжурии и Северной Кореи, существовали со времён глубокой древности. Туда направлялись из Янь волны переселенцев, которые оседали там и создавали постоянные поселения. В связи с окраинным положением царства, частыми набегами варварских племён, недостаточными связями с центральнокитайскими царствами, о внутренней жизни Янь до нас дошло очень мало информации по сравнению с историей других «Сражающихся царств».
В 222 году до н. э. царство Янь было завоёвано царством Цинь.

## Основание Янь
Сыма Цянь в «Исторических записках» пишет:
Шао-гун Ши был из одного рода с основателем дома Чжоу и носил родовую фамилию Цзи. Чжоуский У-ван, разгромив иньского правителя Чжоу, пожаловал Шао-гуну земли в Северной Янь.
Современные историки трактуют это так: Ши был одним из представителем рода Чжоу, родичем Вэнь-вана по боковой линии, носил титул «Шао-гун». У-ван выделил ему удел на севере Чжоу, чтобы он прикрывал центральные земли от набегов варваров. Так как эти земли с севера ограничивались горами Яньшань, то по названию гор и весь удел стали называть «Янь».

## История Янь

### ПериодЗападной Чжоу
Внутри государства Чжоу жизнь Янь была связана с соседними уделами Ци и Чжао. В 771 году до н. э. восставшие князья убили чжоуского правителя Ю-вана, а наследовавшего ему Пин-вана вынудили перенести столицу царства Чжоу на восток. Так начался период династии Восточная Чжоу, при котором значение императора стало чисто номинальным, и бывшие уделы начали становиться совершенно самостоятельными царствами, лишь формально признававшими власть Чжоу.

### Период «Вёсен и Осеней» (период «Чуньцю»)
В Период Чуньцю центральный удел Чжоу был достаточно слаб, но объединение царств держалось на идее защиты цивилизованных «центральных государств» (чжунго) от диких варваров на периферии, и на уважении к Небесному Мандату, который высшими силами дан дому Чжоу. Первоначально царства Чу, Цинь, Янь, У и Юэ считались тоже варварскими и противопоставлялись срединным — Цзинь, Ци, Сун, Лу, Чжэн, Вэй и Хань. Вместо неограниченной власти вана возник институт князей-помощников, которые защищали и помогали вану, нередко манипулируя его решением. В конце VIII века до н. э. была установлена система «гегемонов» (кит. упр. 霸, пиньинь bà) — «главных» князей, координирующих защиту чжоуских государств от варваров. Основную опасность представляли племена маней, и, жунов и ди. Царство Янь прикрывало Чжоу от жунов и дунху. Хотя в теории система «гегемонов» была призвана защищать цивилизованные государства от варварских, на практике она приводила к усилению больших государств (Ци, Цинь, Цзинь и Чу) и поглощению малых и периферийных. При этом князья-гегемоны действовали самостоятельно, не советуясь с чжоускими ванами, или пренебрегая их мнением.
В 691 году до н. э. властители Янь сменили своё титулование с «хоу» на «гун», и тоже стали пытаться играть свою роль в большой политике. Так, на шестнадцатом году своего правления (675 г. до н. э.) яньский Чжуан-гун совместно с правителями царств Сун и Вэй напал на чжоуского Хуэй-вана. Спасаясь от опасности, Хуэй-ван бежал в Вэнь, а князья возвели на престол его младшего брата, но в следующем году правитель царства Чжэн вернул Хуэй-вана к власти.
В 664 году до н. э. царство Янь подверглось набегу горных жунов, разрушившему его традиционные связи с чжоуским двором и лишившее возможности поднесения традиционной дани. На помощь Янь пришло царство Ци. Циский Хуань-гун не только разбил жунов, но даже подарил царству Янь часть территории царства Ци, чтобы Янь могло продолжать выполнять свои вассальные обязанности по отношению к чжоускому императору.
В 544 году властителем Янь стал Хуэй-гун. Он завёл себе большое число фавориток-наложниц, а в 539 году до н. э. решил прогнать своих старших сановников и поставить управлять фаворитку Сун и её родных. Сановники сообща убили фаворитку Сун; напуганный Хуэй-гун, спасаясь, бежал в царство Ци. В 536 году до н. э. циский Гао Янь прибыл в Цзинь с предложением совместно напасть на Янь и вернуть туда их правителя. Цзиньский Пин-гун согласился и совместно с правителем княжества Ци напал на Янь, вернув туда Хуэй-гуна. Однако Хуэй-гун, прибыв в Янь, умер, и править стал Дао-гун.
В V веке до н. э. некогда сильное царство Цзинь развалилось на три государства. Этот время считают окончанием периода «Вёсен и Осеней» и началом периода «Враждующих царств».
| Обозначения |                 |
|             | Чу (Цай и Чэнь) |
|             | Цзинь           |
|             | Лу              |
|             | Ци              |
|             | Цинь            |
|             | Сун (Цао и Тэн) |
|             | Вэй             |
|             | У               |
|             | Янь             |
|             | Чжэн            |
|             | Чжоу            |

### Период Сражающихся царств (период «Чжаньго»)

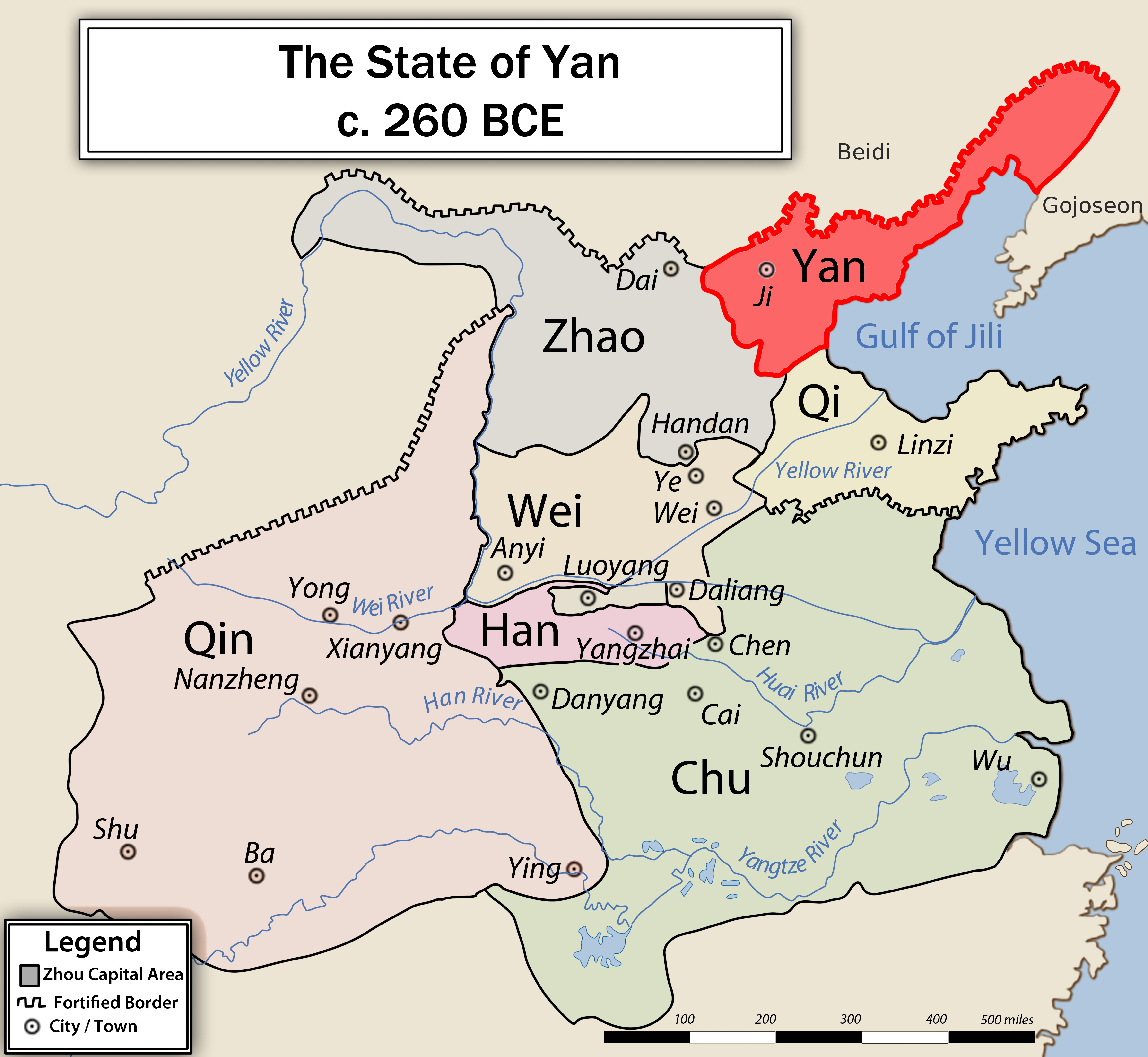
Территория Янь в 260 до н. э.

Если в предыдущий период царства признавали формальное господство дома Чжоу и действовали за защиту «цивилизованных стран» (с домом Чжоу во главе) от «варварского» окружения, в данный период центральное царство Чжоу ослабло настолько, что постепенно перестало приниматься во внимание. В период Чжаньго большие царства покоряли малые, возрастали в размере и формировали вокруг своего правителя двор наподобие Чжоуского. Семь крупных царств, в том числе и Янь, вошли в историю как «семь гегемонов». В IV веке до н. э. их властители присвоили себе титул «ван» вместо прежнего «гун», отчего ван империи Чжоу утратил даже номинальную власть и влияние.

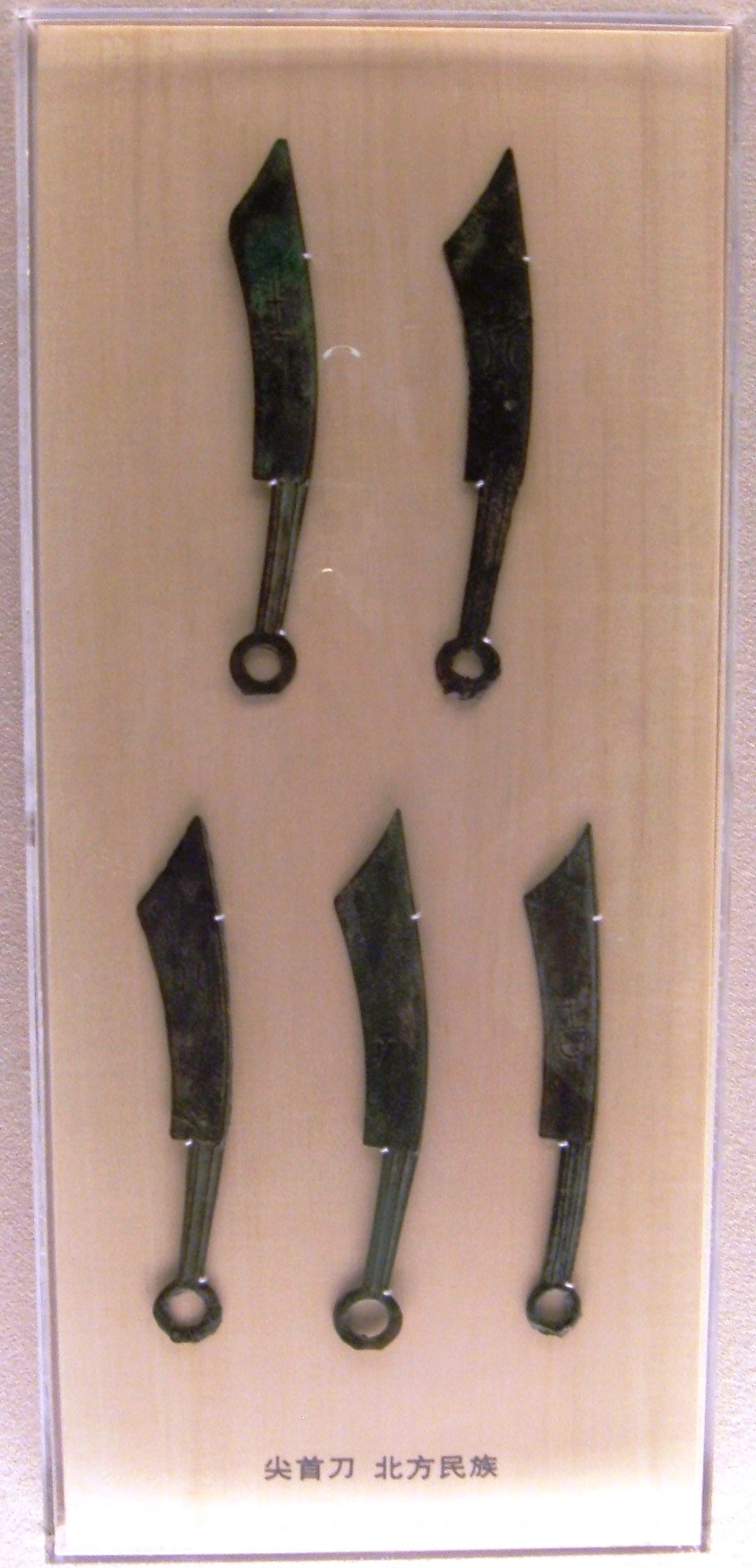
Монеты царства Янь в форме ножа

В этот период всеобщих войн всех со всеми на западе начало усиливаться царство Цинь. Видный дипломат Су Цинь распознал в его усилении угрозу всему существующему порядку, и начал сколачивать коалицию царств для борьбы с ним. В 334 году до н. э. он прибыл в Янь, и уговорил Вэнь-гуна вступить в неё. В итоге был создан «вертикальный союз» шести царств, расположенных по линии «север-юг», во главе с царством Чжао; Янь занимало в нём самое северное положение. В 333 году до н. э. Вэнь-гун умер, и Янь возглавил его сын. Циский Сюань-ван, воспользовавшись трауром по Вэнь-гуну, напал на Янь и захватил десять городов, но Су Цинь сумел убедить его прекратить войну и вернуть города Янь. В 323 году до н. э. властитель Янь стал официально именоваться «ваном» (это был И-ван). В это время Су Цинь вступил в тайную связь со вдовой Вэнь-гуна, но, боясь казни, посоветовал вану отправить вдову в Ци для того, чтобы внести разлад и вызвать смуту в Ци. В 321 году до н. э. И-ван скончался, и на престол вступил яньский ван Куай.
О дальнейшем Сыма Цянь пишет следующее:
Не успел яньский Куай встать у власти, как цисцы убили Су Циня. В бытность свою в Янь Су Цинь через свой брак породнился с их первым советником Цзы-чжи; его брат Су Дай был в хороших отношениях с Цзы-чжи. Но после гибели Су Циня циский Сюань-ван продолжал использовать Су Дая на службе. На третьем году правления (318 г. до н. э.) яньский Куай совместно с правителем Чу и правителями трех цзиньских княжеств напал на Цинь; успеха они не добились и вернулись. Цзы-чжи оставался советником правителя княжества Янь, его уважали и ценили, он был главным в принятии всех решений. Циский ван послал Су Дая в Янь. Яньский ван спросил его: «Каков, по-вашему, циский ван?» Су Дай ответил: «Ему не быть гегемоном». Яньский ван спросил: «Почему же?» Тот ответил: «Он не доверяет своим помощникам». Этим Су Дай хотел побудить яньского вана ценить и уважать Цзы-чжи. После этого яньский ван стал больше доверять Цзы-чжи. Цзы-чжи, в свою очередь, подарил Су Даю сто кусков золота и слушал советы посылаемых им людей.
В итоге, состарившийся ван передал Цзы-чжи всю фактическую власть в государстве, а сам устранился от дел.
В 314 году до н. э. наследник престола Пин и военачальник Ши Бэй решили напасть на Цзы-чжи, при этом они использовали иностранную помощь — претензии Пина поддержал циский Минь-ван. Наследник собрал массы народа, призвал своих людей, вместе с Ши Бэем они окружили дворец, атаковали силы Цзы-чжи, но не смогли их одолеть. Тогда Ши Бэй и простолюдины повернули оружие и напали на Пина; Ши Бэй погиб в бою. В стране началась гражданская война, народ разделился. Царство Ци воспользовалось междоусобицей и напало на Янь. Яньский ван Куай умер, Цзы-чжи погиб, армия Ци одержала полную победу над Янь.
Через два года население Янь сообща поставило у власти наследника Пина, который вошёл в историю под династийным именем Чжао-ван. Так как он встал у власти после разгрома страны, то вёл себя скромно и стремился привлечь на службу достойных людей. Согласно Сыма Цяню, Чжао-ван
говорил Го Вэю: «Правитель Ци, воспользовавшись смутой в нашем княжестве, неожиданно напал и разбил Янь. Я хорошо понимаю, что княжество Янь невелико и сил у него мало, недостаточно для того, чтобы отомстить за разгром. Но коли мы действительно заполучим талантливых мужей и с ними совместно будем управлять княжеством, чтобы смыть с себя позор, павший на голову покойного вана, то я исполню мое основное желание. Прошу, учитель, рассмотреть, кто может послужить этому, чтобы выполнить намеченные мною планы». Го Вэй ответил: «Если Вы, ван, твердо решили привлечь к себе способных мужей, то прежде всего начинайте с меня, Вэя; разве тогда и более мудрые, чем я, Вэй, не придут к Вам издалека, за тысячи ли?» После этих слов Чжао-ван построил для Вэя палаты, сделав его учителем в своих делах. Вот тогда из царства Вэй прибыл Юэ И, из царства Ци прибыл Цзоу Янь, из царства Чжао прибыл Цзи Синь; ученые мужи наперебой стремились попасть в Янь.
За 28 лет правления Чжао-ван укрепил страну и создал мощную армию. В 284 году до н. э. он послал Юэ И в качестве старшего военачальника, чтобы тот совместно с правителями Цинь, Чу и трех цзиньских княжеств составил планы нападения на Ци. Циские войска были разбиты, Минь-ван бежал и укрылся за пределами царства. Лишь войска царства Янь стали преследовать отступавших и вступили в столицу Ци город Линьцзы; они захватили все ценности циского двора и сожгли их дворцы и храмы предков. Из циских городов, которые не сдались врагу, остались лишь Ляо, Цзюй и Цзимо, удерживаемые способным циским сановником Тянь Данем; все остальные города оказались под властью Янь.
Чжао-вану наследовал Хуэй-ван. Когда Хуэй-ван был ещё наследником, у него появились раздоры с Юэ И. Эти раздоры искусно использовал Тянь Дань, распуская в Янь слухи о намерениях Юэ И отделиться и самому стать циским правителем. Встав у власти, Хуэй-ван действительно стал сомневаться в Юэ И и послал генерала Ци Цзе сменить его на посту военачальника. Опасаясь казни, Юэ И бежал и скрылся в царстве Чжао. Циский Тянь Дань, используя укрепления Цзимо, нанес удар по армии царства Янь и разбил её; Ци Цзе погиб, а войска царства Янь отошли обратно на свои земли, в результате царство Ци вновь вернуло все принадлежавшие ему прежде города.
Последующие десятилетия ознаменовались многочисленными войнами между Янь и окружающими царствами.
В 252 году до н. э. яньский ван, полагая, что царство Чжао, лишившееся в результате битвы при Чанпине всей армии, фатально ослабело и теперь не имеет сил сопротивляться даже Янь, самому слабому из семи «сражающихся царств», решил напасть на Чжао, чтобы захватить часть его земель. Как выяснилось впоследствии, это была неверная оценка мощи соседнего царства — чжаоский полководец Лянь По в 251 году до н. э. в битве у Хао разбил яньскую армию, а затем окружил столицу Янь. Потерпев полное поражение, Янь пришлось просить унизительного мира, который стоил ей потери части территории, включавшей пять городов. В последующие десять лет пограничные конфликты между Янь и Чжао продолжались.
В 228 до н. э. царство Цинь уничтожило царство Чжао, сильнейшее среди противостоявших ему царств, и властитель Янь внезапно осознал, что беда подошла к порогу его дома. Наследник престола Дань послал Цзин Кэ, чтобы тот под видом посла подобрался близко к циньскому властителю и убил его, но это покушение, самое знаменитое в истории Китая, провалилось. А циньский правитель не только остался жив, но и получил прекрасный повод для начала войны с Янь в качестве мести. Циньские войска перешли в наступление, и в 226 до н. э. заняли яньскую столицу Цзи. Яньский ван бежал в Ляодун, но в 222 до н. э. Цинь захватило и эти земли, пленив яньского вана Си. С царством Янь было покончено, а его территория была превращена в циньские области.

## Правители Янь
Из-за отсутствия летописных источников неизвестны имена семи правителей Янь. В большинстве случаев точно не известны родственные связи между правителями. Для большинства правителей Янь известны лишь их посмертные имена, об их личных именах данных не сохранилось.
|                                                       | Имя (личное имя)        | Иероглифическая запись | Правил лет | Годы правления (до н. э.) | Родственные связи          |
| ----------------------------------------------------- | ----------------------- | ---------------------- | ---------- | ------------------------- | -------------------------- |
|                                                       | Шао-гун Ши (Цзи Ши)     | 召公奭 (姬奭)          | 78         |                           |                            |
| 1                                                     | Янь-хоу Кэ (Цзи Кэ)     | 燕侯克 (姬克)          |            |                           | Старший сын Цзи Ши         |
| 2                                                     | Янь-хоу Чжи (Цзи Чжи)   | 燕侯旨 (姬旨)          |            |                           | Третий брат Цзи Кэ         |
| 3                                                     | Янь-хоу У (Цзи У)       | 燕侯舞 (姬舞)          |            |                           | Сын Цзи Чжи                |
| 4                                                     | Янь-хоу Сянь (Цзи Сянь) | 燕侯憲 (姬憲)          |            |                           | Сын Цзи У                  |
| 5                                                     | Янь-хоу Хэ (Цзи Хэ)     | 燕侯和 (姬和)          |            |                           | Сын Цзи Сяня               |
| О следующих четырёх правителях никакой информации нет |                         |                        |            |                           |                            |
| 10                                                    | Хуэй-хоу                | 惠侯                   | 38         | 864-827                   |                            |
| 11                                                    | Си-хоу (Цзи Чжуан)      | 釐侯 (姬莊)            | 36         | 826-791                   | Сын Хуэй-хоу               |
| 12                                                    | Цин-хоу                 | 頃侯                   | 24         | 760-767                   | Сын Си-хоу                 |
| 13                                                    | Ай-хоу                  | 哀侯                   | 2          | 766-765                   | Сын Цин-хоу                |
| 14                                                    | Чжэн-хоу                | 鄭侯                   | 36         | 764-729                   | Сын Ай-хоу                 |
| 15                                                    | Му-хоу                  | 穆侯                   | 18         | 728-711                   | Сын Чжэн-хоу               |
| 16                                                    | Сюань-хоу               | 宣侯                   | 13         | 710-698                   | Сын Му-хоу                 |
| 17                                                    | Хуань-хоу               | 桓侯                   | 7          | 697-691                   |                            |
| 18                                                    | Чжуан-гун               | 莊公                   | 33         | 690-658                   |                            |
| 19                                                    | Сян-гун                 | 襄公                   | 40         | 657-618                   |                            |
| 20                                                    | Хуань-гун               | 桓公                   | 16         | 617-602                   |                            |
| 21                                                    | Сюань-гун               | 宣公                   | 15         | 601-587                   |                            |
| 22                                                    | Чжао-гун                | 昭公                   | 13         | 586-574                   |                            |
| 23                                                    | У-гун                   | 武公                   | 19         | 573-555                   |                            |
| 24                                                    | Вэнь-гун                | 文公                   | 6          | 554-549                   |                            |
| 25                                                    | И-гун                   | 懿公                   | 4          | 548-545                   |                            |
| 26                                                    | Хуэй-гун                | 惠公                   | 9          | 544-536                   |                            |
| 27                                                    | Дао-гун                 | 悼公                   | 7          | 535-529                   |                            |
| 28                                                    | Гун-гун                 | 共公                   | 5          | 528-524                   |                            |
| 29                                                    | Пин-гун                 | 平公                   | 18         | 523-505                   |                            |
| 30                                                    | Цэянь-гун               | 簡公                   | 12         | 504-493                   |                            |
| 31                                                    | Сяо-гун                 | 孝公                   | 38         | 492-455 либо 464—450      |                            |
| 32                                                    | Чэн-гун                 | 成公                   | 16         | 454-439 либо 449—434      |                            |
| 33                                                    | Минь-гун либо Мин-гун   | 閔公 либо 湣公         | 24         | 438-415 либо 433—403      |                            |
| 34                                                    | Цзянь-гун либо Си-гун   | 簡公 либо 釐公         | 42         | 414-373 либо 402—373      |                            |
| 35                                                    | Хуань-гун               | 桓公                   | 11         | 372-362                   |                            |
| 36                                                    | Вэнь-гун                | 文公                   | 29         | 361-333                   |                            |
| 37                                                    | И-ван                   | 易王                   | 12         | 332-321                   | сын Вэнь-гуна              |
| 38                                                    | Янь-ван Куай (Цзи Куай) | 燕王哙 (姬哙)          | 9          | 320-312                   | сын И-вана                 |
|                                                       | Цзы-чжи                 | 子之                   | 4          | 317-314                   | премьер-министра вана Куая |
| 39                                                    | Чжао-ван (Цзи Пин)      | 昭王 (姬平)            | 33         | 311-279                   | сын вана Куая              |
| 40                                                    | Хуэй-ван                | 惠王                   | 8          | 278-271                   | сын Чжао-вана              |
| 41                                                    | Учэн-ван                | 武成王                 | 14         | 271-258                   |                            |
| 42                                                    | Сяо-ван                 | 孝王                   | 3          | 257-255                   | сын Учэн-вана              |
| 43                                                    | Янь-ван Си (Цзи Си)     | 燕王喜 (姬喜)          | 33         | 254-222                   | сын Сяо-вана               |

## Экономика
В царстве Янь, так же, как и в царстве Ци, в торговых операциях использовались бронзовые монеты в форме ножа.

## Отражение в культуре
- По истории о том, как Цзин Кэ пытался убить Цинь Шихуанди, в 1998 году режиссёр Чэнь Кайгэ снял фильм «Император и убийца».